# 阿迪爾格萊

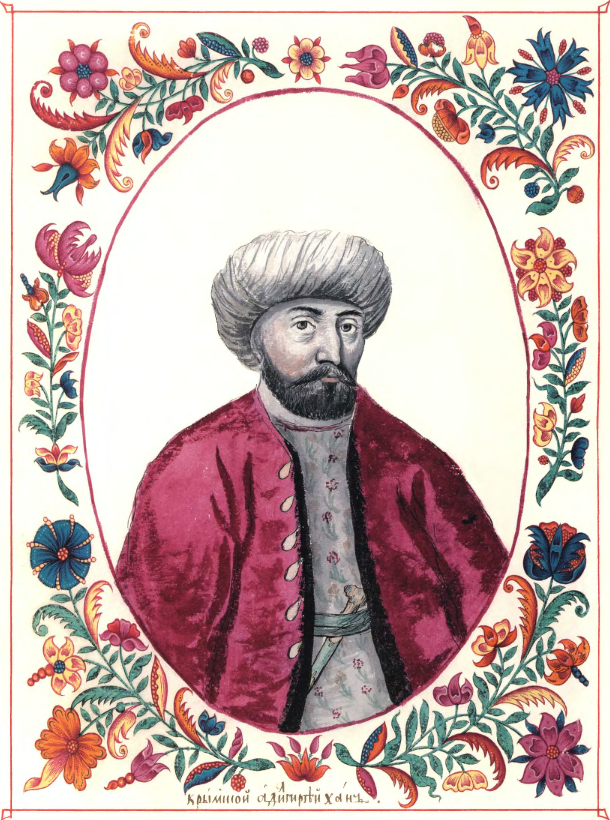
阿迪爾·格萊

阿迪爾·格萊，是1666年-1671年在位克里米亞汗國的可汗。
外交上他堅決支持波蘭立陶宛聯邦，並且是1669年波蘭王位人選中的一個候選人。但他在1671年被廢，因為他的宗主鄂圖曼帝國蘇丹决定對波蘭立陶宛聯邦開戰。